# Bernard Verdcourt
Bernard Verdcourt (Luton, 20 de janeiro de 1925 — Maidenhead, Berkshire, 25 de outubro de 2011) foi um biólogo e taxonomista, mais conhecido como botânico e, mais tarde, como investigador honorário no Royal Botanic Gardens, Kew, em Londres.

## Biografia
Antes de ingressar como investigador em Kew, em 1964, esteve associado ao Herbário da África Oriental (East African Herbarium) durante 15 anos. Embora o seu trabalho mais conhecido consista provavelmente nos seus muitos estudos da flora da África Oriental, também fez contribuições extensas relacionadas com os moluscos terrestres africanos e com a entomologia da Árica Oriental. O Dr. Verdcourt recebeu a Medalha Linneana (Linnean Medal) para botânica da Sociedade Linneana de Londres (Linnean Society of London) em 2000.
A sua lista de publicações inclui mais de 1000 trabalhos científicos.

## Eponímia
Em 2012, os botânicos H. Ohashi & K. Ohashi publicaram Verdesmum, um género monotípico de plantas com flor da Malásia pertencente à família Fabaceae, assim nomeado em honra de Bernard Verdcourt. Na família Rubiaceae, os nomes Chlorochorion Robbr. & Puff e Tricalysia verdcourtiana Robbr. são-lhe dedicados.

## Principais publicações
- Verdcourt, B. (1951–1957). Notes on the snails of north-east Tanganyika Territory. [Eight parts]
- Verdcourt, B. et al. (1956–1995). Flora of Tropical East Africa. Kew Bulletin and other publications. [Accounts of 71 families]
- Verdcourt B. (1958) Remarks on the classification of the Rubiaceae. Bull. Jard. Bot. Etat, Brux. 28: 209-281.
- Verdcourt, B. et al. (2001–2005). Flora of Tropical East Africa. Rotterdam: Balkema. [Accounts of 12 families]